# Giove
Giove là một đô thị thuộc tỉnh Terni (vùng Umbria, miền trung Italia). Đô thị này có dân số 1.747 người, diện tích 15 km² và mật độ dân số 116 người/km². 